# 캐런 몰리

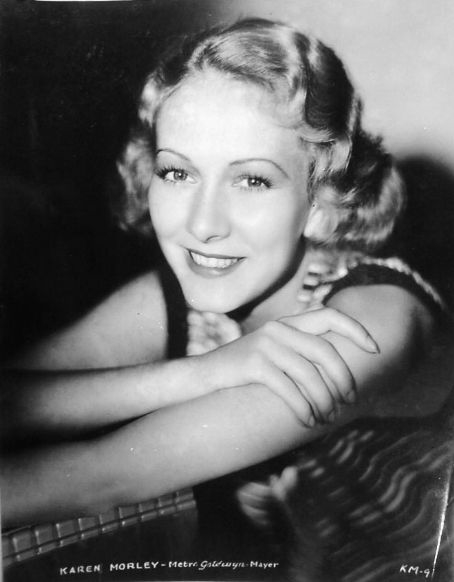

캐런 몰리(영어: Karen Morley, 1909년 12월 12일 ~ 2003년 3월 8일)는 미국의 배우이다.
오텀와에서 태어났으며 우들랜드힐스에서 사망하였다. 사인은 폐렴이다.

## 영화
- 엠 (1951년)
- 오만과 편견 (1940년) - 샤롯 콜린스 역
- 켄터키 (1938년)
- 꼬마 반항아 (1935년)
- 일용할 양식 (1934년)
- 가브리엘 오버 더 화이트 하우스 (1933년)
- 8시 석찬 (1933년)
- 마스크 오브 푸 만주 (1932년)
- 마타 하리 (1932년)
- 스카페이스 (1932년) - 파피 역
- 인스퍼레이션 (1931년)
- 쿠바인의 러브송 (1931년)
- 마델론의 비극 (1931년)